# Denise Duval
Pour les articles homonymes, voir Duval.
Répertoire
- Les Mamelles de Tirésias (1953)
- Dialogues des carmélites (1958)
- La Voix humaine (1959)

Scènes principales
Opéra-Comique
Denise Duval est une artiste lyrique (soprano) française née le 23 octobre 1921 à Paris (15e) et morte le 25 janvier 2016 à Bex en Suisse.

## Biographie

### Jeunesse et études
Denise Duval naît le 23 octobre 1921 dans le 15e arrondissement de Paris d’Étienne Marcel Antoine Duval, capitaine d'artillerie coloniale, et de Mireille Yvonne Eugénie Miracel, sans profession.

### Carrière
Denise Duval débute en 1942 au Grand-Théâtre de Bordeaux. De retour à Paris, elle est engagée dans une revue aux Folies Bergère. Remarquée par Georges Hirsch, administrateur de la RTLN, elle fait ses débuts à l'Opéra-Comique le 5 mars 1947 dans le rôle-titre de Madame Butterfly de Giacomo Puccini.
Elle y interprète par la suite de nombreux premiers rôles dont Angélique de Jacques Ibert, la Périchole dans Le Carrosse du Saint-Sacrement d'Henri Büsser, Giulietta dans Les Contes d'Hoffmann de Jacques Offenbach, Conception dans L'Heure espagnole de Maurice Ravel, Alexina dans Le Roi malgré lui d'Emmanuel Chabrier, Musette dans La Bohème et Tosca de Giacomo Puccini, Thaïs, Mélisande (Debussy), ou encore Emma Bovary dans Madame Bovary d'Emmanuel Bondeville.
Elle se produit parallèlement à l'Opéra de Paris dans La Flûte enchantée de Mozart, Oberon de Carl Maria von Weber et Les Indes galantes de Jean-Philippe Rameau, ainsi que sur les plus grandes scènes internationales telles la Scala de Milan, La Fenice, l'Opéra de Monte-Carlo, le Grand théâtre du Liceu, Carnegie Hall, le teatro Colón, etc.
Mais sa carrière est surtout marquée par sa collaboration avec Francis Poulenc dont elle créa les principaux rôles féminins : Thérèse dans Les Mamelles de Tirésias en 1947, Blanche de la Force dans Dialogues des carmélites en 1957, la Femme dans La Voix humaine en 1958 et La Dame de Monte-Carlo en 1961.

Le charme, la prestance et les qualités de comédienne de la jeune Denise Duval exercent tout de suite une fascination sur Poulenc qui décrit ainsi sa rencontre avec Denise Duval à Claude Rostand : 

« Imaginez-vous que Les Mamelles reçues par Jacques Rouché dès le printemps 45, n'ont pu passer qu'en juin 47, car je ne trouvais pas d'interprète pour créer le rôle difficile de Thérèse-Tirésias. Max de Rieux, à qui je dois une sensationnelle mise en scène, avait déjà commencé à faire répéter les rôles d'hommes, mais où dénicher la star rêvée ? Un beau jour, il me dit : “Monte donc au théâtre, tu verras une jolie fille qui sort des Folies Bergère. Elle pourrait peut-être faire notre affaire.” Je ne me le fis pas dire deux fois, et pris l'ascenseur pour ce petit théâtre sous les toits où se font la plupart des mises en scène de l'Opéra-Comique. Très sportivement vêtue, Mlle Duval, je ne savais même pas son nom, répétait la Tosca avec Mme Matthieu-Hirsch, dont le mari était alors directeur des subventionnés. De suite, je fus frappé par sa voix lumineuse, sa beauté, son chic, et surtout ce rire sain qui dans Les Mamelles fait merveille. En un instant, j'étais décidé. C'était l'interprète rêvée. De plus, venant des Folies Bergère où Georges Hirsch avait eu le flair de la dénicher, elle était rompue à toutes les audaces scéniques. »

De cette rencontre va naître une amitié et une complicité qui se poursuivra jusqu'à la mort du compositeur en janvier 1963. C'est notamment pour qu'elle puisse les chanter à son jeune fils que Poulenc compose en 1960 le cycle de mélodies La Courte Paille, sur des poèmes de Maurice Carême.

### Dernières années
En 1965, un accident vocal mal soigné la laisse quasiment aphone et l’oblige à interrompre sa carrière. En 1970, sur la demande insistante de Dominique Delouche, elle accepte cependant de sortir de sa retraite pour jouer dans La Voix humaine, utilisant en playback son enregistrement de 1959.
Denise Duval vit ensuite retirée à Bex, en Suisse, jusqu’à son décès le 25 janvier 2016, à l'âge de 94 ans.
En 2020, la municipalité de Bex décide d'honorer l'artiste en renommant le parc de la Vauvrise « parc Denise-Duval ». Le parc arborisé à son nom est inauguré en 2021.

### Vie privée
Denise Duval a été mariée à deux reprises :
- le 23 janvier 1952, elle épouse à la mairie du 7e arrondissement de Paris Maurice Camille Michel Schilling (1898-1958), secrétaire d'avocat[1], divorcé de Renée Bricoteau ;
- le 14 avril 1960, elle épouse en secondes noces à la mairie du 8e arrondissement Francis André Kieffer (1910-1988)[1], divorcé de Jacqueline Plumelle.

## Répertoire
- 1947 : Madame Butterfly de Giacomo Puccini, Opéra-Comique : Cio-Cio-San (en français)
- 1947 : Les Mamelles de Tirésias de Francis Poulenc, Opéra-Comique : Thérèse / Tirésias
- 1948 : Le Carrosse du Saint-Sacrement d'Henri Büsser, Opéra-Comique : la Périchole
- 1949 : Le Oui des jeunes filles de Reynaldo Hahn, Opéra-Comique (création) : Francesca
- 1950 : Thaïs de Jules Massenet, Opéra de Monte-Carlo : Thaïs
- 1950 : L'Heure espagnole de Maurice Ravel, Opéra-Comique : Conception
- 1951 : Il était un petit navire de Germaine Tailleferre, Opéra-Comique (création) : Valentine
- 1951 : Madame Bovary d'Emmanuel Bondeville, Opéra-Comique : Emma Bovary[7]
- 1952 : Dolorès de Michel-Maurice Lévy, Opéra-Comique (création) : Dolorès
- 1952 : Les Indes galantes de Jean-Philippe Rameau, Opéra de Paris : Zaïre
- 1954 : Oberon ou le Cor magique de Carl Maria von Weber, Opéra de Paris : Fatime (en français)
- 1955 : Monsieur Beaucaire d'André Messager, Opéra-Comique : Lady Mary
- 1957 : Dialogues des carmélites de Francis Poulenc, Opéra de Paris (création française) : Blanche de la Force
- 1958 : La Poule noire de Manuel Rosenthal, Opéra-Comique : Constance
- 1959 : La Voix humaine de Francis Poulenc, Opéra-Comique (création) : la Femme
- 1959 : Der Tod des Grigori Rasputin de Nicolas Nabokov, Opéra de Cologne (création)
- 1960 : Les Amants captifs de Pierre Capdevielle, Opéra de Bordeaux (création)
- 1961 : La Dame de Monte-Carlo de Francis Poulenc, Opéra de Monte-Carlo puis théâtre des Champs-Élysées (création)
- 1963 : Pelléas et Mélisande de Claude Debussy, Festival de Glyndebourne : Mélisande
- 1963 : Le Serment d'Alexandre Tansman, Opéra de Nice (création)

## Discographie
- Franz Lehár : La Veuve joyeuse, avec Denise Duval (Missia Palmieri), Jacques Jansen (Danilo), Gise Mey (Nadia), Claude Devos (Coutançon), chœurs Raymond Saint-Paul, orchestre de l'association des Concerts Lamoureux, Jules Gressier (dir.) – Pathé
- Franz Lehár : Le Pays du sourire (extraits), avec Alain Vanzo (Sou-Chong), Denise Duval (Lisa), Denise Dupleix (Mi) et Jean-Bernard Pomarez (Gustav), orchestre et chœurs Raymond Chevreux (dir.) - Polydor, 1957
- Jacques Offenbach : Geneviève de Brabant, avec Denise Duval (Geneviève), Jean Giraudeau (Sifroy), Robert Massard (Charles Martel), Michel Hamel (Drogan), orchestre et chœurs Radio-Lyrique, Marcel Cariven (dir.) - 1956 ; rééd. Malibran 2015
- Francis Poulenc : Dialogues des carmélites, avec Denise Scharley (Mme de Croissy), Denise Duval (Blanche), Régine Crespin (Mme Lidoine), Rita Gorr (Mère Marie), Liliane Berton (sœur Constance), chœur et orchestre de l'Opéra de Paris, Pierre Dervaux (dir.) – EMI, 1958 (distribution de la création française)
- Francis Poulenc : Les Mamelles de Tirésias, avec Denise Duval, Jean Giraudeau, Émile Rousseau, Robert Jeantet, chœur et orchestre de l'Opéra-Comique, André Cluytens (dir.) – EMI, 1953 (distribution de la création)
- Francis Poulenc : La Voix humaine, avec Denise Duval, orchestre de l'Opéra-Comique, Georges Prêtre (dir.) – EMI, 1959 (distribution de la création)
- Camille Saint-Saëns : Phryné, avec Denise Duval, Nadine Sautereau, André Vessières, Michel Hamel, orchestre et choeur de l'ORTF, Jules Gressier (dir.) - 1960 ; report Classical Moments, 2013

## Filmographie
- La Voix humaine, orchestre de l'Opéra-Comique, Georges Prêtre (dir.), Dominique Delouche (réal.), 1970 — DVD Doriane Films, rééd. 2009, avec en complément le documentaire Denise Duval revisitée ou La « Voix » retrouvée de Dominique Delouche, avec Alexandre Tharaud et Sophie Fournier.

### Sources
: document utilisé comme source pour la rédaction de cet article.
- Stéphane Wolff, Un demi-siècle d'Opéra-Comique (1900-1950), Paris, éd. André Bonne, 1953. .